# Wikipedija
Wikipedija (wiki na havajskom 'brzo' ili 'požuriti' i -pedija) višejezična je na Webu zasnovana enciklopedija slobodna sadržaja. Ona postoji kao wiki, što podrazumijeva da se piše u suradnji s brojnim volonterima te da većinu članaka može uređivati svatko s pristupom internetu i odgovarajućim web preglednikom. Projekt je započet 15. siječnja 2001. kao dodatak stručno pisanoj (i dosada ugasloj) Nupediji. Wikipedijom danas rukovodi neprofitna organizacija zaklada Wikimedija, koja ima više od 15 milijuna članaka na mnogo jezika (uključujući 5 milijuna članaka na engleskom jeziku, te više od 223 tisuća na hrvatskom jeziku). Otpočetka joj raste popularnost, djelujući pozitivno na stvaranje drugih projekata koji su općeg interesa. Od urednika se traži da održavaju određenu razinu "neutralnosti" pri sažimanju istaknutih motrišta, bez određivanja objektivnosti istine.
Suosnivač Wikipedije Jimmy Wales projekt naziva "nastojanjem da se višejezična slobodna enciklopedija najviše moguće kvalitete načini i razdijeli svakom pojedincu na planetu na njegovu materinskom jeziku." No postoji čitav niz nesuglasica po pitanju pouzdanosti i točnosti Wikipedije. Najčešće mete kritika su vandalizam, nedosljednost, neravnomjerna kvaliteta, nepotkrijepljeni stavovi, pristranost sustava, težnja suglašavanju i popularnost koju stječe preporukama. Neki uz to navode i da Wikipedija ne može opravdati naziv "enciklopedija" koji za sobom povlači visoki stupanj pouzdanosti i mjerodavnosti koji ona, zbog svoje otvorene uređivačke politike, ne može održati. No sloboda pristupa, učestala ažuriranja, raznolikost i detaljnost te brojne višejezične inačice pretvorile su Wikipediju u rado korišten izvor informacija.
Slogan Wikipedije glasi: "slobodna enciklopedija koju svatko može uređivati". Razvijena je korištenjem vrste računalnog softvera pod nazivom "MediaWiki" (hav. wiki wiki - "brzo").

## Povijest
Povijest Wikipedije počinje 2. siječnja 2001. u San Diegu u razgovoru između Larryja Sangera, glavnog korisnika Nupedije i Ben Kovitza, računarskoga programera. Kovitz je tijekom večere objasnio Wikikoncept Sangeru koji je odmah shvatio da bi Wikiformat odlično pristajao enciklopediji. Sanger je potom nagovorio vlasnika Nupedije da napravi Wiki od Nupedije, a prva inačica objavljena je 10. siječnja 2001. godine. Međutim, mnogi suradnici Nupedije nisu htjeli da Nupedija postane "Wiki" pa je 15. siječnja 2001. Wikipedija dobila zasebnu domenu "www.wikipedia.com".
Mnogi su brzo saznali o Wikipediji i projekt je porastao izvanrednom brzinom. 12. veljače 2001. Wikipedija na engleskom jeziku imala je tisuću članaka, a 7. rujna 2001. prešla je prag od 10000 članaka. Otada Wikipedija na engleskom jeziku raste sve brže i brže. Uskoro su joj se pridružile međunarodne Wikipedije na jezicima poput kineskog, njemačkog, francuskog, talijanskog, ruskog, itd. 
Wikipedija na hrvatskome jeziku objavljena je 16. veljače 2003. godine. Trenutno Wikipedija na hrvatskom jeziku broji 227 107 članaka.

## Sadržaj i autorsko pravo
GNU licencija slobodne dokumentacije (GFDL) jedna je od brojnih licencija autorskih prava, koja omogućava raspoloživost Wikipedijinih članaka tako da dopušta raspačavanje, stvaranje izvedenica i komercijalnu upotrebu autorskog sadržaja.
Izvorni doprinosi autora projektu podrazumijevaju i davanje autorskog prava pod zastupstvo GFDL-a. Takva se građa može dalje raspačavati na više jezika pri Wikipediji, ili između drugih podatkovnih izvora koji su nositelji ove licencije. Dok se sav tekst nalazi pod GFDL-om, značajan broj slika i zvukova ne predstavlja slobodni sadržaj, već ima istaknuta autorska prava. To su: logotipovi tvrtki, primjeri pjesama i slike iz medija, koji se koriste pod uvjetom pravedne uporabe!

## Višejezičnost
Postoje ukupno 264 izdanja Wikipedije (uključujući 2 "prazna") na različitim jezicima, od kojih su do siječnja 2006. 123 Wikipedije bile "aktivne" (s više od 100 članaka).
Jezična izdanja funkcioniraju neovisno jedno o drugome, nisu sadržajno vezana niti su nužno, ili u relevantnom udjelu, međusobni prijevodi. Automatsko prevođenje članaka je na Wikipediji strogo zabranjeno,[nedostaje izvor] no poželjno je da višejezični urednici s određenim znanjem jezika ručno prevode članke uz uvjet pridržavanja zajedničkog pravila "neutralnog gledišta". Na taj način suradnici dijele članke među izdanjima, a slično vrijedi i za slike, bilo na zahtjev upućen autoru ili pomoću Zajedničkog poslužitelja.
Slijedi popis najvećih izdanja Wikipedije, poredanih po broju članaka od 30. rujna 2020. godine (nije mjerodavni pokazatelj, jer veliki broj članaka mogu biti mrve).
1. englesko (6.166.365)
2. cebuano (5.337.118)
3. švedsko (3.662.994)
4. njemačko (2.484.874)
5. francusko (2.253.073)
6. nizozemsko (2.033.747)
7. rusko (1.664.402)
8. talijansko (1.638.052)
9. španjolsko (1.629.548)
10. poljsko (1.429.301)
11. varajsko (1.429.301)
12. vijetnamsko (1.256.376)
13. japansko (1.230.638)
14. kinesko (1.149.284)
15. egipatsko-arapsko (1.149.284)
16. arapsko (1.067.430)
17. ukrajinsko (1.046.056)
18. portugalsko (1.044.013)

## Pisani oblici
Slijedi popis raznih oblika naziva wikipedijâ, ovisno koji se rabi za pojedino jezično izdanje:
| - ዊኪፔዲያ – amharski - Bichipedia – sardinijski - Biquipedia – aragonski - Վիքիպեդիա – armenski - Uichipedia – aramejski - Uiquipedia – asturleonski - Vicipéid – irski - Vikipedio – esperanto - Vikipedi – turski - Vikipediya – azerski - Vikipedija – litavski - Vikipēdija – latvijski - Vikipeedia – estonski - Vikipeediä – võro - Viquipèdia – katalonski - Vicipaedia – latinski - Wicipǣdia – anglosaksonski - Wicipedia – velški (kimrički) - Wikipédia – francuski, portugalski, mađarski, slovački, sundanski - Wikipedia – engleski, albanski, bretonski, danski, nizozemski, finski, somalijski, njemački, talijanski, norveški, poljski, rumunjski, sicilijski, španjolski, švedski, bošnjački, filipinski, korzički, islandski, indonezijski, luksemburški, malajski. - Wikipedie – češki - Wikipedio – ido - ويكيبيديا – arapski - วิกิพีเดีย – thai - ウィキペディア – japanski - Vikipedioa – swahili - Wikipediya – nauruanski | - 維基百科 / 维基百科 / Wéijībǎikē – kineski - Βικιπαίδεια – grčki - Уикипедия – bugarski - ויקיפדיה – hebrejski - ויקיפעדיע – jidiš - Википєдїѭ / ⰂⰋⰍⰋⰒⰡⰄⰊⰡ – crkvenoslavenski - Википедия – ruski, moldavski (ćirilicom) - Вікіпедія – ukrajinski, rusinski - Вікіпедыя – bjeloruski - Вікіпэдыя – bjeloruski (taraškevicom) - Wikipedija – hrvatski, malteški, slovenski, donjolužičkosrpski, gornjolužičkosrpski - ویکیپدیا – perzijski - Википедиja – makedonski, srpski - ვიკიპედია – gruzijski - ویـکـیـپـیـڈ یـا – urdu - uikipidias – lojban - 위키백과 – korejski - ವಿಕಿಪೀಡಿಯ – kannada - Oiquipedià – okcitanski - ਿਵਕੀਪੀਡੀ਼ਆ – pandžapski - വിക്കിപീഡിയ – malajski - விக்கிபீடியா – tamilski - Википеди – osetski, čuvaški - विकिपीडिया – hindi, marathi, sanskrt - Wîkîpediya – kurdski - Wikipedy – zapadnofrizijski - వికిపీడియా – telugu - Wîkîpedîä – tatarski - wIqIpe'DIya – klingonski |

## Vanjske poveznice
- Početna stranica
- Pregled 20 godina medijskog pokrivanja Wikipedije na engleskom (Signpost)